# Tangkak
Tangkak (en malayo: Tangkak) es una localidad de Malasia, en el estado de Johor.
Se encuentra a 15 m sobre el nivel del mar. 

## Demografía
Según estimación 2010 contaba con 43524 habitantes.